# Chibante
Chibante é um pássaro da família Tityridae, que pode ser encontrado no Brasil.

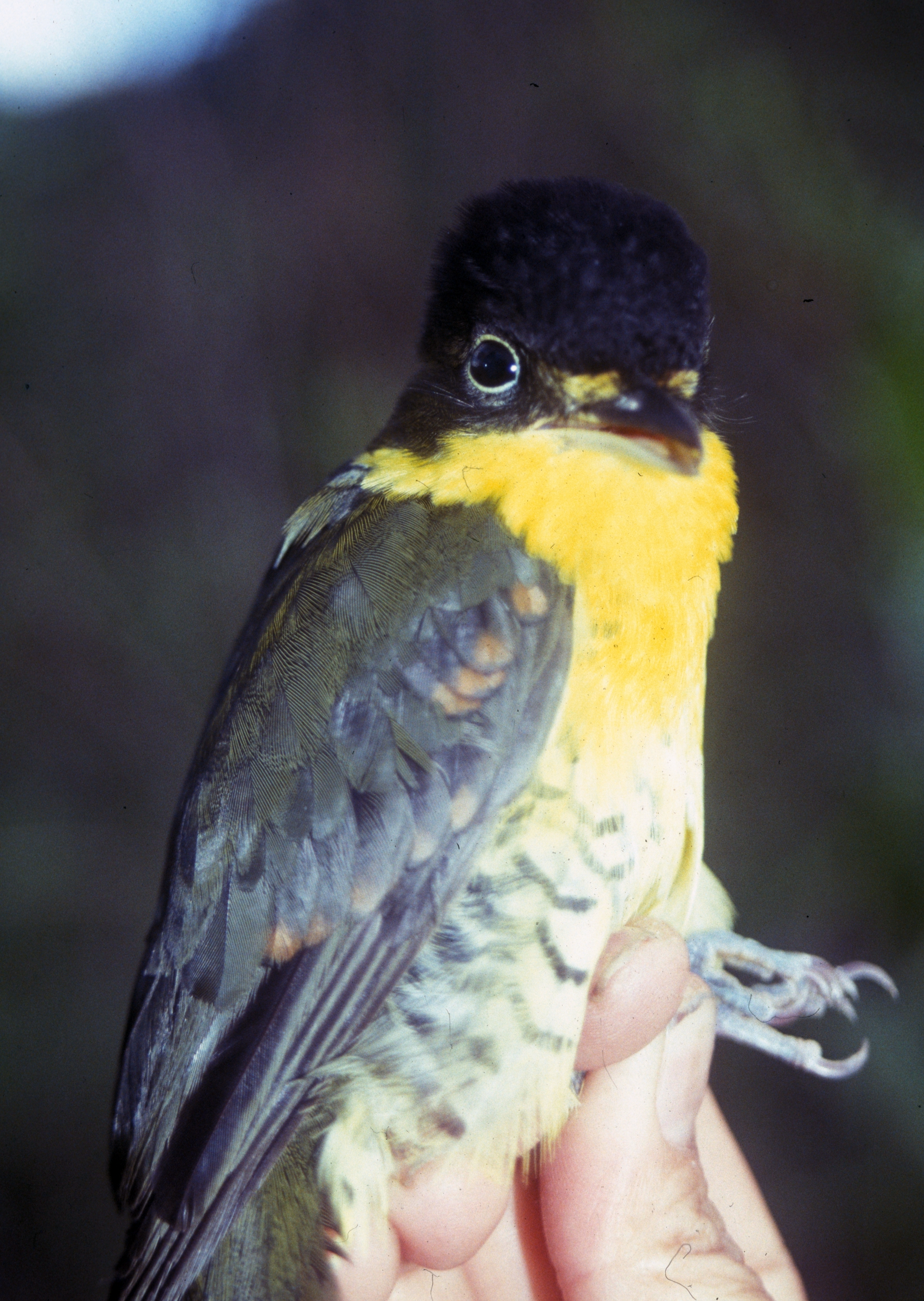
Chibante